# Oliva (Safor)
Oliva és una ciutat del País Valencià, la segona més gran de la comarca de la Safor. Les primeres notícies d'ocupació humana es remunten a l'època del Paleolític mitjà.

## Toponímia
El topònim prové de l'àrab اوربة (Awrabatu), de possible origen preromà. Posteriorment es va denominar Awriba o Awruba, i en valencià s'alternaren els termes Oriva i Oliva fins al segle xvi. Va prevaldre l'últim finalment.
L'antic malnom dels habitants d'Oliva era pixapolits.

## Geografia
El municipi d'Oliva és en el límit meridional de la província de València. Pel seu relleu geogràfic es pot dividir en tres zones ben diferenciades: la muntanya, la plana ocupada per l'horta i la zona pantanosa al sud-est. La muntanya és tota ella de domini Cretaci i la prefiguren diversos plecs d'orientació bètica, SO-NE, prolongacions de les serres Gallinera i Mustalla. En la primera d'elles hi ha les majors altures: Covatelles (365 msnm), Tossal Gros (293 m), Cavall Bernat (206 m) i Penya de l'Àguila (170 m), en la segona, a l'extrem meridional, destaquen la Lloma d'Enmig (238 m) i Penyalba (154 m). La zona central, entre la muntanya i la costa, està formada per un pla Quaternari fruit de la sedimentació de materials erosionats i arrossegats per les aigües, la majoria dels sediments, sobretot els ocupats avui per l'horta, corresponen al Plistocè. Al costat de les zones pantanoses els materials són més recents, de l'Holocé. La tercera zona està encara en fase de dessecació i l'ocupen els marjals. Part del seu terme municipal està integrat en el Parc Natural del Marjal de Pego-Oliva.

### Platges
El municipi d'Oliva té més d'11,8 km de costa baixa i arenosa (excepte a l'extrem més meridional, on comença la comarca de la Marina Alta), amb platges amb muntanyar mediterrani, on gaudir del sol i de la mar. Són platges d'arena fina i aigua neta poc profundes vorejades per les dunes que separen els horts de tarongers i la mar. El turista aprecia llargues platges d'arena, d'ambient familiar. És un municipi d'horta i costa que ha desenvolupat tota classe de serveis per a passar-hi les vacances. Les principals platges són:
- Platja de Terranova
- Platja Pau Pi
- Les Aigües Blanques
- L'Aigüa Morta
- Platja de Rabdells
- Platja de les Deveses

Municipis limítrofs
|                                            | l'Alqueria de la Comtessa, Piles |                  |
| la Font d'en Carròs, Vilallonga, l'Atzúvia |                                  | mar Mediterrània |
|                                            | Dénia, Pego                      |                  |

### Hidrografia
El terme municipal d'Oliva no té grans corrents d'aigua: el riu Gallinera es perd abans d'arribar al mar; el riu Bullent, conegut també com a riu de la Revolta, fa de límit natural amb el terme de Pego, i, després de rebre l'aportació d'aigües del Racons, passa a anomenar-se riu Molinell, el qual fa de frontera entre els termes d'Oliva i Dénia abans de desembocar a la Mediterrània. Entre els barrancs d'Oliva cal citar els del Carritxar, Benirrama i Elca, entre les seues fonts, les de Sant Antoni, Puça i de l'Om.

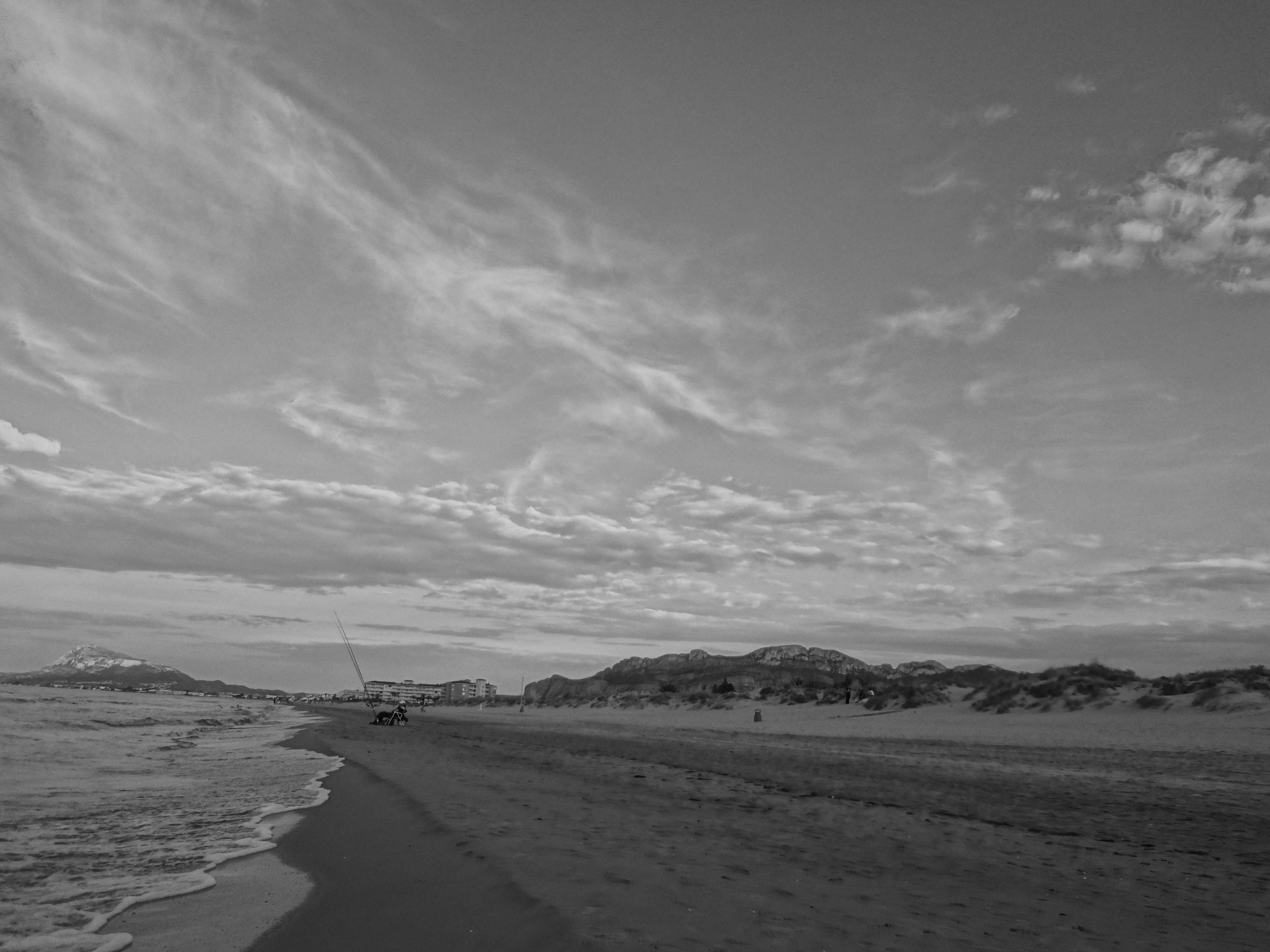
El Mediterrani a Oliva (Valencia)

### Clima
Oliva té un clima mediterrani, amb hiverns suaus i estius càlids. Entre novembre i febrer poden arribar-hi borrasques i baixades de temperatures fins als 5°-6°, o 4° com a màxim en fredorades extraordinàries. La temperatura mitjana anual és de 18.5 °C i les gelades i nevades hi són molt poc freqüents. Entre maig i setembre poden arribar onades de calor, especialment a l'estiu (per exemple, un dia d'agost amb 32°, i al sendemà 38°), durant el qual són freqüents les temperatures superiors a 35°, que arriben puntualment a superar els 40°.

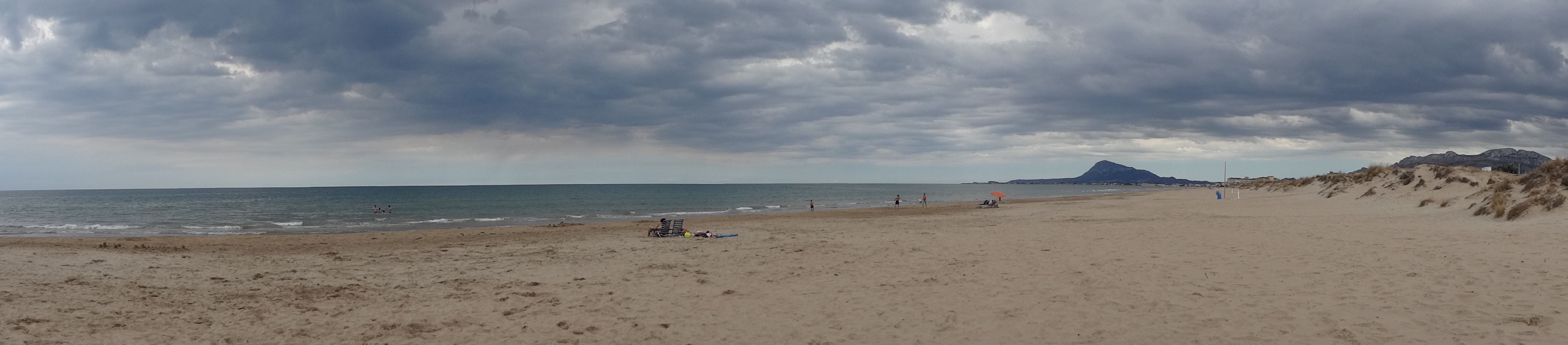
Una vista panoràmica de la mar Mediterrània i la platja d'Oliva

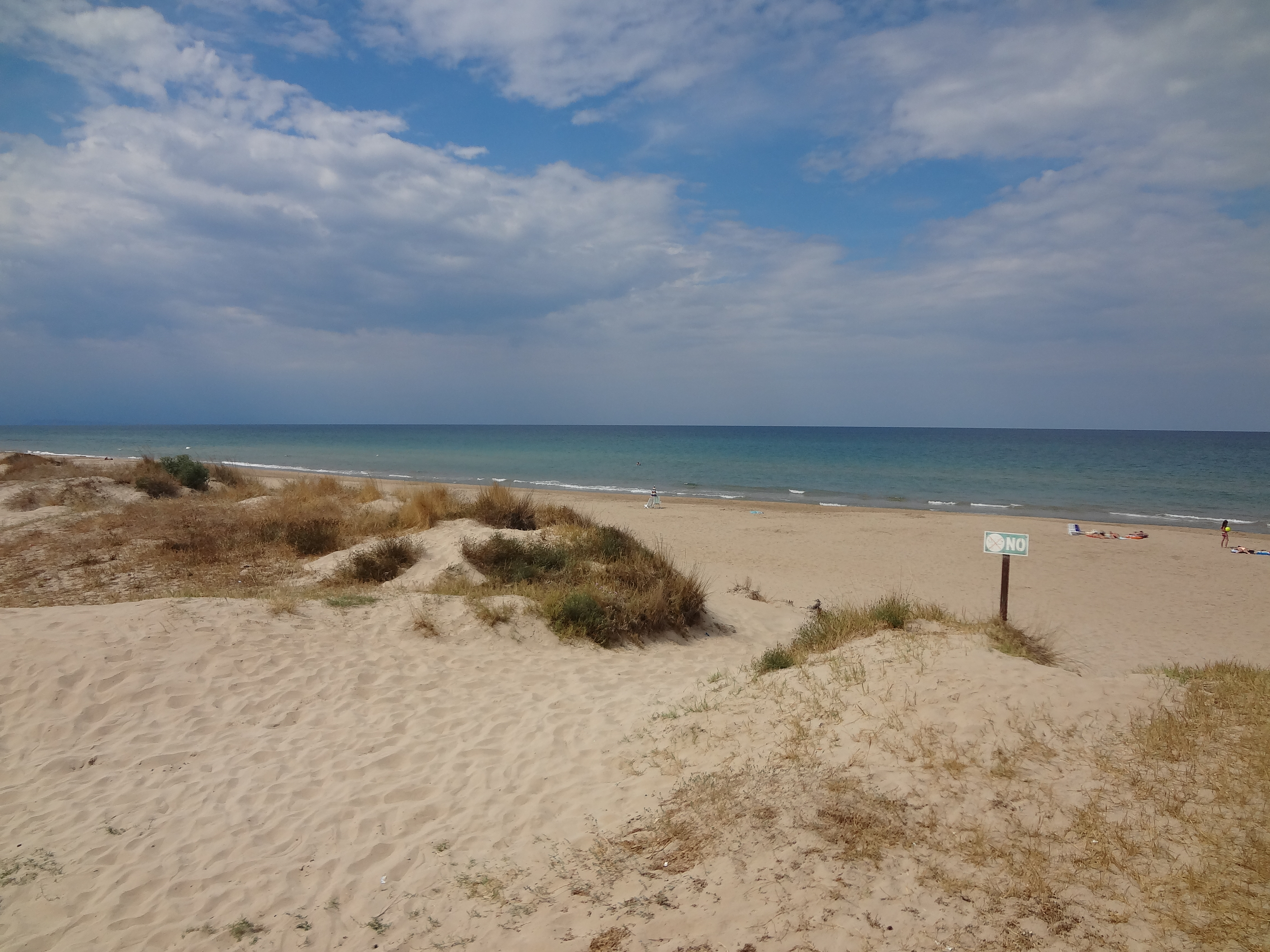
Mar Mediterrani i la platja d'Oliva

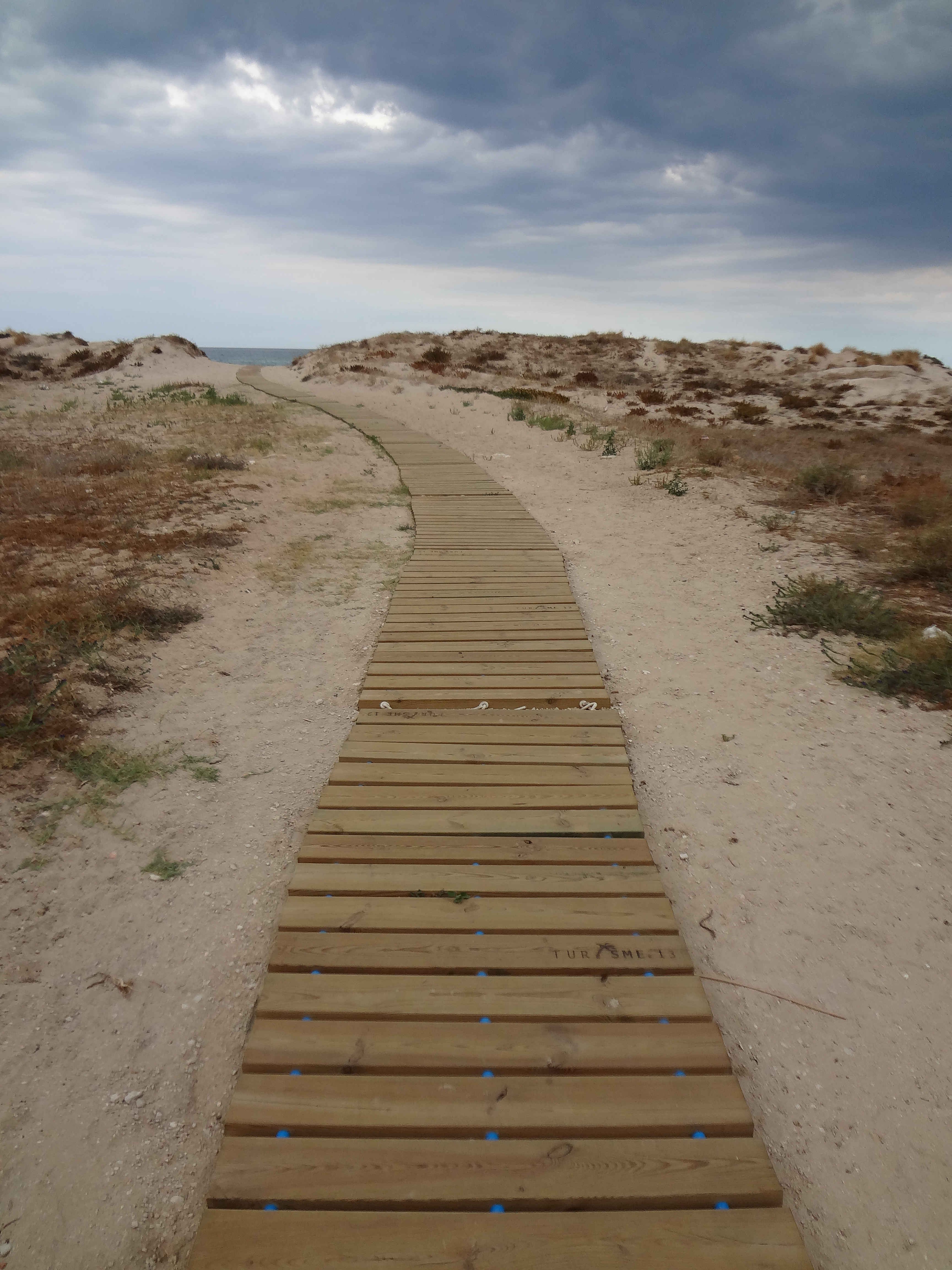
Caminal ruta d'accés al mar Mediterrani i la platja d'Oliva

Les precipitacions superen els 743 mm anuals, amb màximes a la primavera i, sobretot, a la tardor (142 mm al novembre) i inundacions periòdiques a causa dels temporals de llevant, que solen descarregar gran quantitat de pluja en poques hores. Oliva té el rècord oficial de precipitació màxima en vint-i-quatre hores de tot Espanya, amb 817 mm, registrats el 3 de novembre de 1987.

## Història
Els primers rastres de poblament humà que s'han trobat a Oliva daten del Paleolític mitjà i provenen de la Cova Foradada. Ací també s'han trobat materials del Paleolític Superior de l'Edat del Bronze. Del Paleolític i el Mesolític s'han trobat restes en el Collado. Durant l'edat del bronze sorgiren poblats com Almuixich i el Pic dels Corbs. Destaca sobretot el poblat del Castellar, ja d'època ibèrica. S'han trobat un bon nombre de restes i inscripcions romanes. Així com les instal·lacions d'un forn romà, que han estat excavades i es poden visitar.
L'origen de la població d'Oliva segurament és anterior a la invasió musulmana de la península Ibèrica, i es relaciona amb l'Awraba que cita el polític i literat andalusí Ibn al-Abbar. Segons ell, es tractava d'un lloc proper a Dénia i dependent de la seua taifa. A mitjans del segle xiii Jaume I la va conquerir, respectant la població musulmana i la va donar en senyoriu a la família Carròs, que tenia el seu centre de poder en el veí castell del Rebollet. Posteriorment fou comprada per la família Centelles, els quals la van separar del Rebollet i en 1449 van obtindre del rei Alfons el Magnànim el títol de comte en la persona de Francesc Gilabert de Centelles-Riu-sec i de Queralt. Aquell comtat incloïa Pego, Murla, la Font d'en Carròs, Potries, Híxer, Alqueria Nova i Rafelcofer. El baró de Nules i comte d'Oliva Serafí de Centelles la va emmurallar a mitjans del segle xv i el seu nebot Francesc va ampliar les fortificacions amb la construcció del palau comtal. Així ho recorda una làpida que es conservava en el palau: 
| «                           | Munivit muris quondam Seraphinus Olivam, Franciscus muros muniit arce nepos muris ille quidem speciosam faecit, at iste formidandam hosti rediit ac stabilem. A coementis erectae turres et moenia. Anno Christi MDXV. | Fortificó con muros en otro tiempo Serafín a Oliva, Su sobrino Francisco fortificó los muros con un alcázar; quél con los muros la hizo bella; pero éste la hizo formidable al enemigo y la aseguró. Las torres y murallas fueron erigidas desde los cimientos el año de Cristo 1545 | » |
| — Teodor Llorente, Valencia | | |   |

Quan l'any 1609 va tindre lloc l'expulsió dels moriscos, Oliva es va vore afectada per la despoblació i la consegüent pèrdua de mà d'obra al camp, si bé no va ser de les poblacions valencianes més afectades. Una descendent de Francesc Gilabert de Centelles, Magdalena, es va casar amb el que després seria duc de Gandia, Carles de Borja. Eixe matrimoni va comportar la formació d'un sol senyoriu de gran extensió i riquesa, els títols del qual acabarien recaient en la família dels Benavente i, finalment, en la casa d'Osuna el 1777.

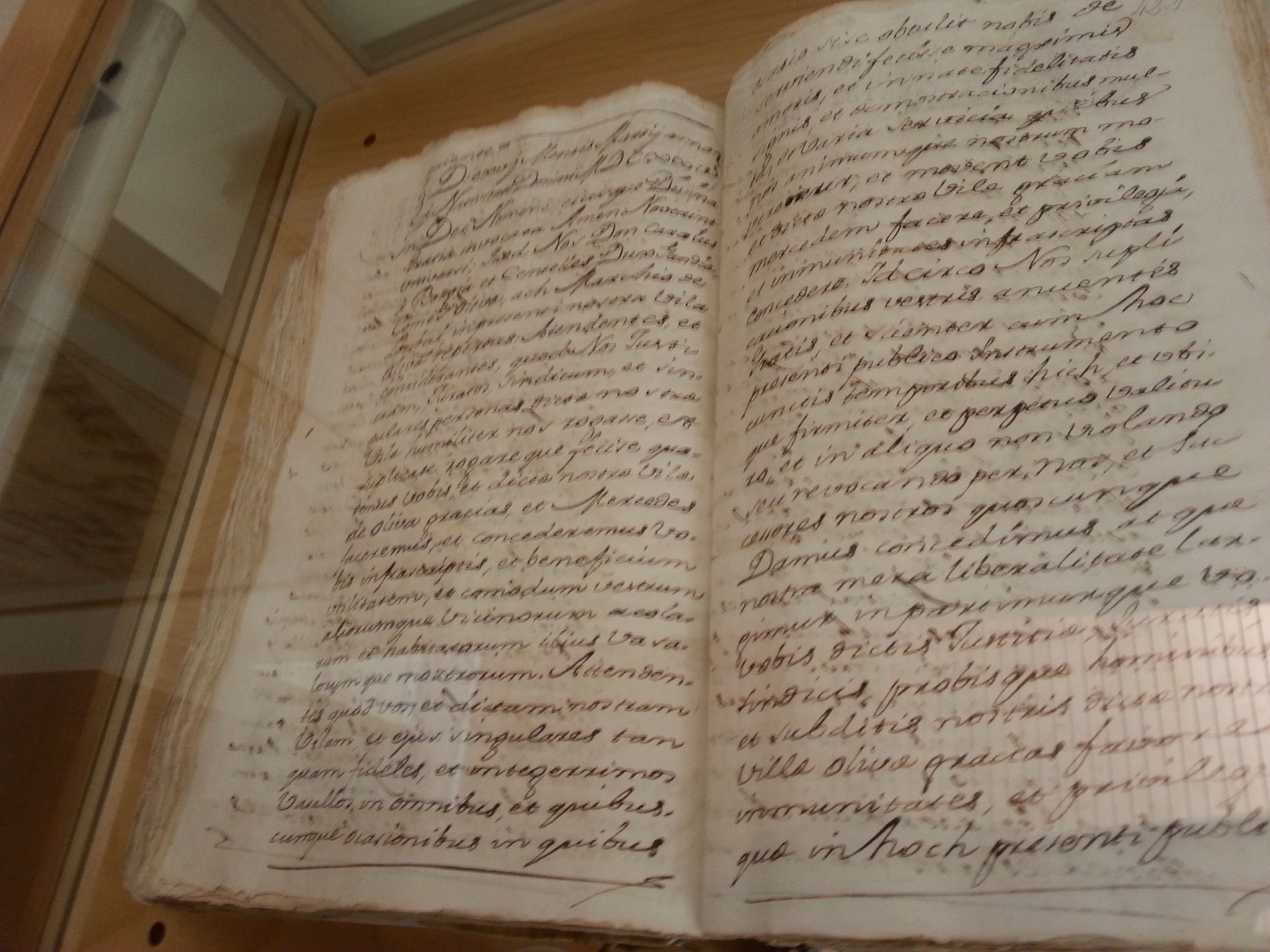
Carta pobla d'Oliva (1625).

En el segle xviii Oliva, junt amb el desaparegut Regne de València, iniciarà un període de recuperació econòmica i cultural. A la divisió provincial feta al Trienni Liberal (1822) va ser adscrita a la província de Xàtiva. El 1833 l'inclogueren a la d'Alacant, i no va ser fins al 1857 quan, juntament amb Vilallonga, la Font d'en Carròs, Rafelcofer i Potries, va passar definitivament a la província de València. En el diccionari de Madoz (1845-1850) apareix la descripció següent:
| «                     | OLIVA: villa con ayuntamiento […] de la provincia de Alicante (13 leguas) […] Situada al pie del monte de Sta. Ana […] Tiene 1,200 casas bajas y de mala distribucion, las cuales forman varias calles algo pendientes, y 4 plazas; un palacio del duque de Gandia, señor del pueblo, un hospital […] 2 escuelas de niños, una de ellas superior […] 2 iglesias parroquiales, una en la población dedicada á Sta. Maria […] y otra en el arrabal titulada de San Roque […] un monasterio de monjas franciscanas de Sta. Isabel […] un convento que fue de religiosos franciscanos, cuyo edificio sirve de cuartel de carabineros; una ermita en la villa, otra á su entrada por el S., y 2 en el término, dedicadas á Sta. Ana y San Pedro, la primera de las cuales está arruinada; el cementerio dista unos 300 pasos de la población y no perjudica á la salud […] Los caminos son de herradura á escepcion del carretero, que procediendo de Denia se dirige por dentro del pueblo hácia Valencia; su estado es bueno […] Producción: trigo, maiz, seda, vino, aceite, algarrobas, pasas, naranjas, arroz, legumbres y verduras; mantiene ganado lanar. Industria: la agrícola […] Población: 1,401 vecinos, 5,615 almas [...] | » |
| — Diccionari de Madoz | |   |

## Urbanisme

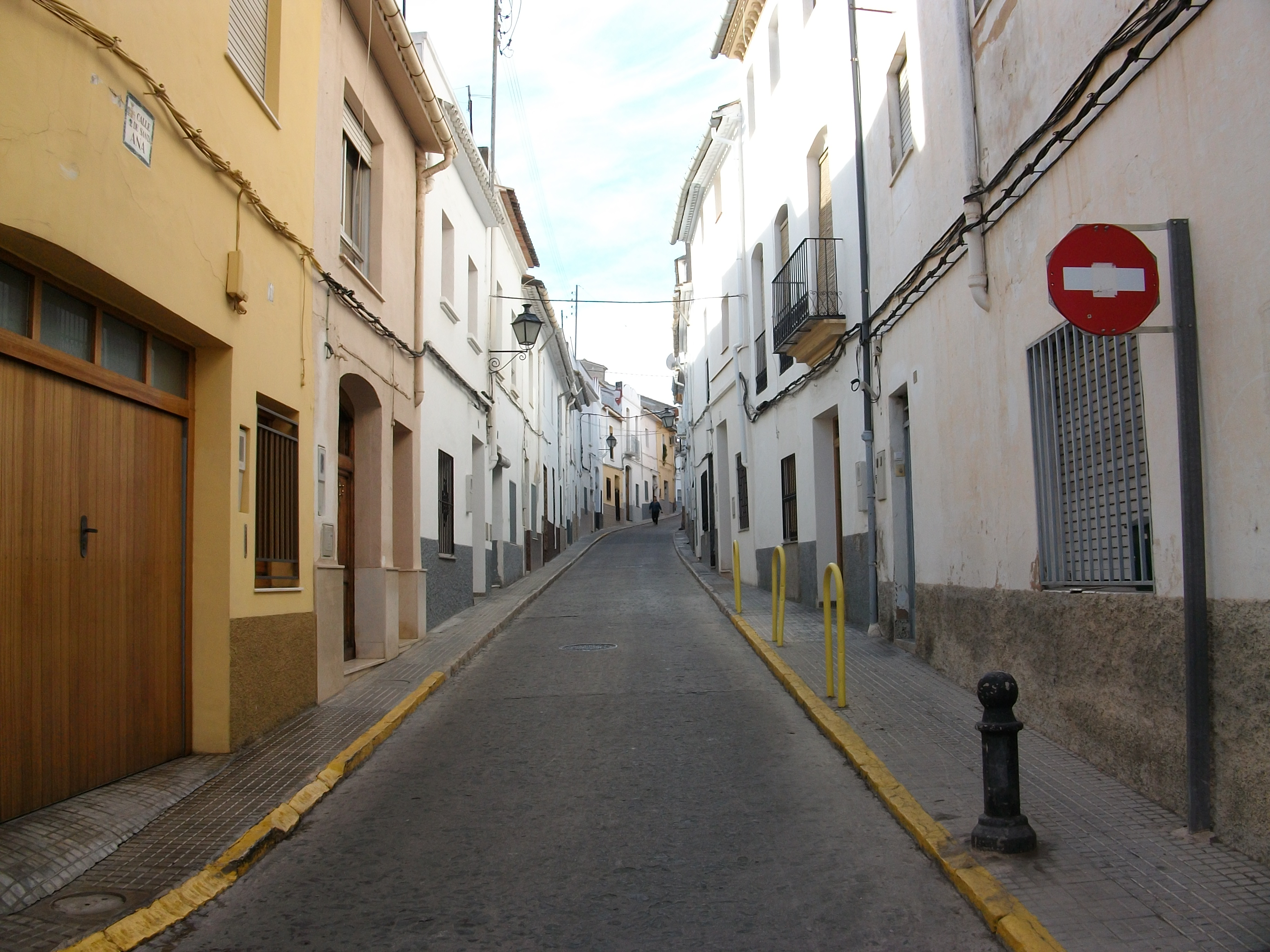
Carrer de Santa Anna

Oliva està edificada al vessant oriental del tossal de Santa Anna, sobre la qual s'assenten les restes del castell i l'ermita que dona nom al tossal. Està formada per un extens nucli antic de morfologia rural amb barris de cases humils i altres agrupacions, completada pels eixamples de traçats rectilinis posteriors al segle xviii, que s'estenen per la plana.
La població té quatre barris tradicionals: Santa Maria, Sant Roc, el Pinet i Sant Francesc, als quals cal afegir l'eixample dels últims anys. L'àrea més antiga correspon al barri de Santa Maria, on es troba l'església de Santa Maria la Major. En el segle xv aquest barri va ser emmurallat per ordre del compte Serafí de Centelles, i s'hi podia accedir pels portals del Mar, del Molí, del Raval, del Pi i del Carme. A la part més elevada hi havia el palau dels Centelles. L'antic camí real de València a Dénia seguia els carrers de les Moreres i el Major. A partir del segle xiii, a ponent d'eixe nucli es va desenvolupar la moreria o barri del Raval, al voltant de la mesquita que va precedir l'església de Sant Roc.

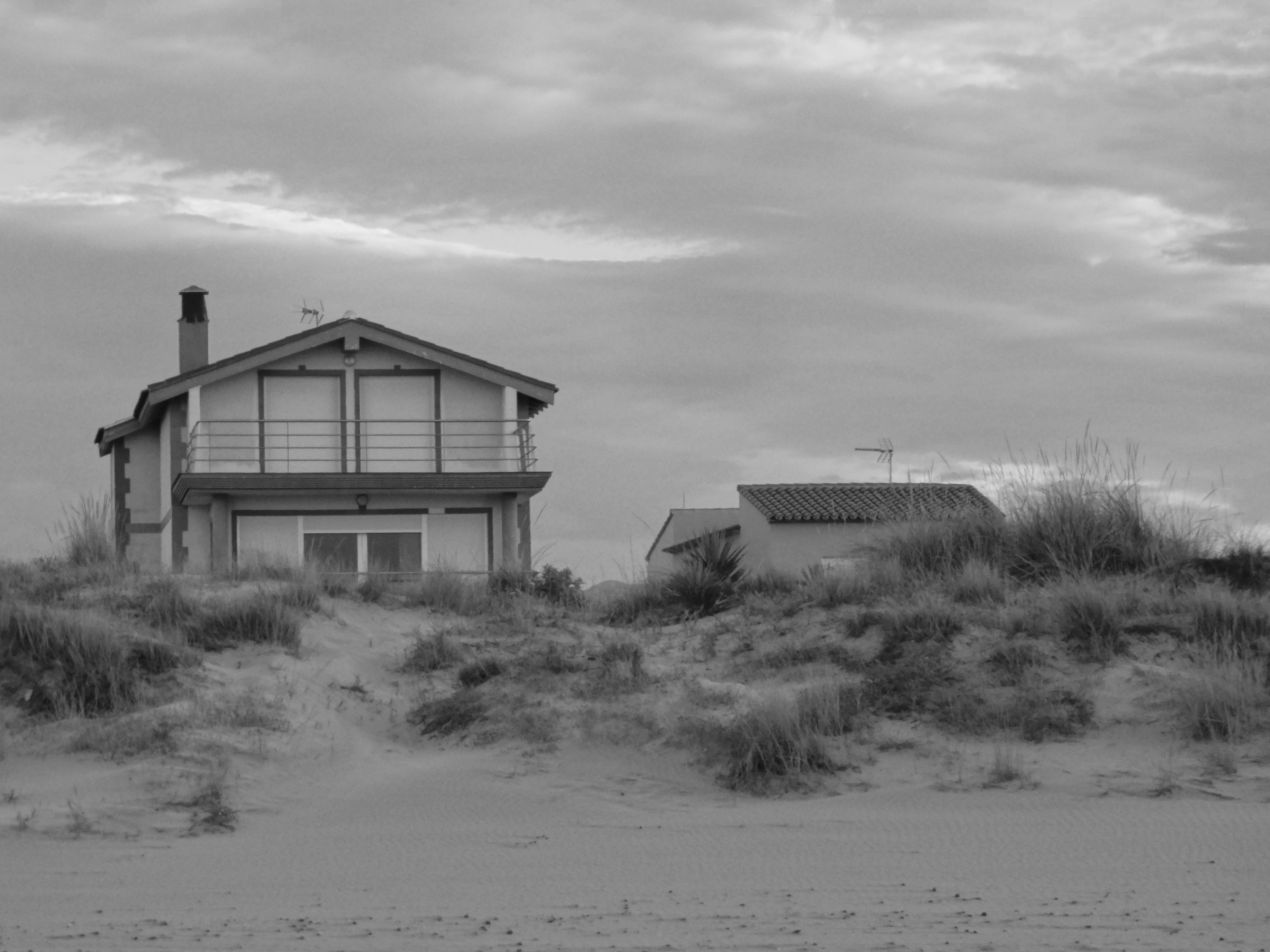
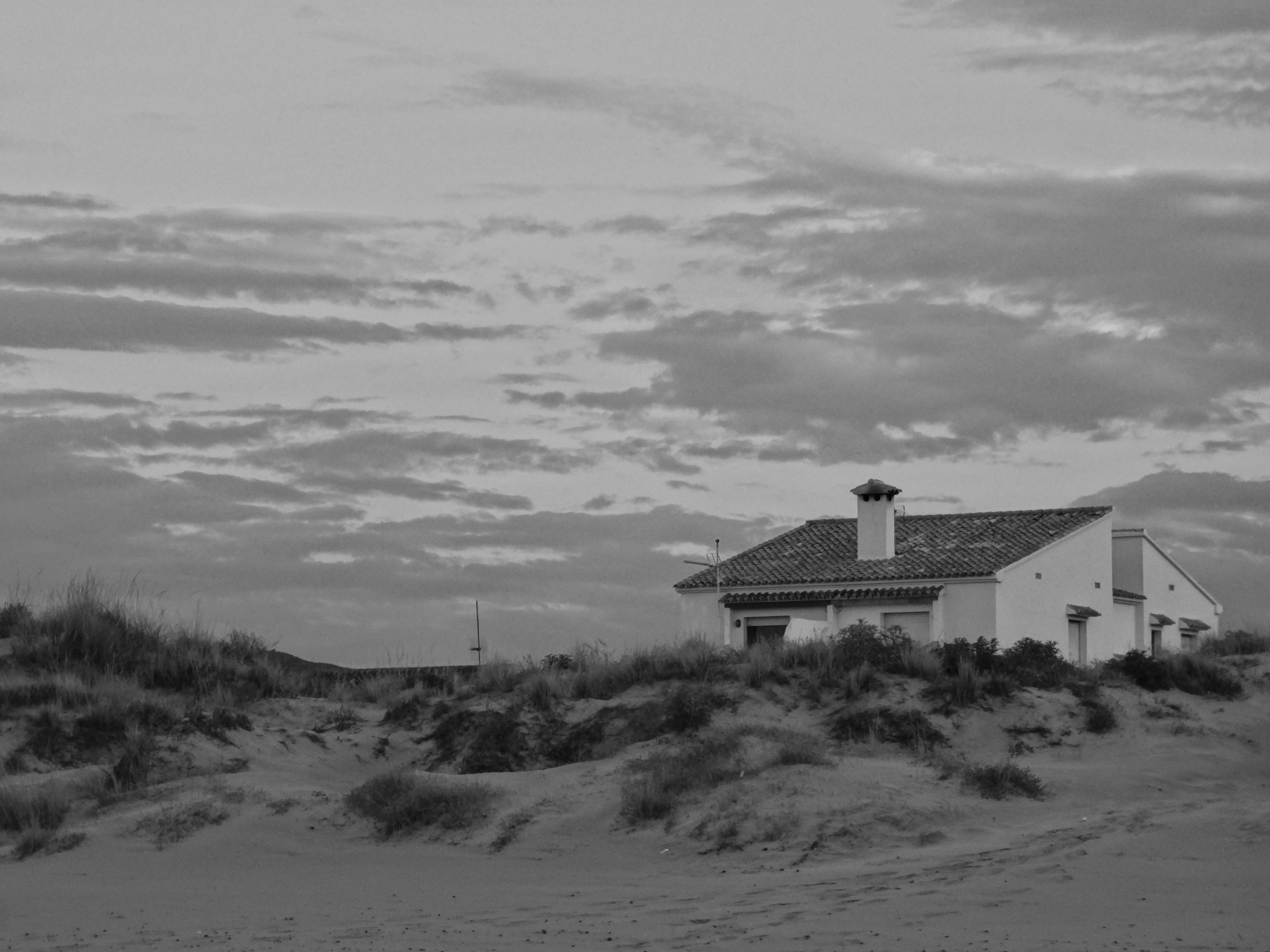

Al començament del segle xviii les muralles van ser enderrocades per ordre de Felip V com a càstig pel suport d'Oliva a la causa de l'arxiduc Carles d'Àustria en la Guerra de Successió. Durant el segle xix l'expansió urbana va seguir ocupant les vessants del tossal, mentre que en direcció a la Font d'en Carròs es va traspassar el barranc i va començar a configurar-se el barri del Pinet. La construcció del ferrocarril Carcaixent -Dénia i de la carretera València -Alacant (actual N-332) per la part baixa de la ciutat van marcar les directrius i, en el cas de la via fèrria, el límit al creixement durant diverses dècades El creixement demogràfic a partir de la dècada de 1950 va potenciar la creació de barris nous en l'entorn dels carrers del Barranc i de les Covatelles, alhora que s'anava omplint l'espai intermedi entre la carretera i la via fèrria, prenent com a referència principal l'avinguda de València. El tancament de la línia fèrria en 1974 va marcar l'inici d'una nova etapa urbana, amb la transformació del vell traçat en una àmplia avinguda arbrada al voltant de la qual han anat multiplicant-se en les tres últimes dècades els grans blocs d'habitatges. Perpendicular a eixa gran artèria se n'ha desenvolupat una altra de nova en direcció al mar, al costat del qual s'ha configurat al seu torn una gran zona estiuenca i residencial, on alternen els blocs d'apartaments amb els xalets i adossats.

## Política i Govern

### Composició de la Corporació Municipal
El Ple de l'Ajuntament està format per 21 regidors. En les eleccions municipals de 26 de maig de 2019 foren elegits 6 regidors de Projecte Oliva (PRO), 6 de Compromís per Oliva (Compromís), 5 del Partit Socialista del País Valencià (PSPV-PSOE), 3 del Partit Popular (PP) i 1 de Ciutadans - Partit de la Ciutadania (Cs).
| Eleccions municipals de 26 de maig de 2019 - Oliva |                                          |                                     |                                     |         |          |          |
| Candidatura | Candidatura                              | Candidatura                         | Cap de llista                       | Vots    | Vots     | Regidors |
| | Projecte Oliva                           |                                     | Yolanda Pastor Bolo                 | 3.100   | 25,97%   | 6 (+2)   |
| | Compromís per Oliva                      |                                     | David González Martínez             | 2.841   | 23,80%   | 6 (+1)   |
| | Partit Socialista del País Valencià-PSOE |                                     | Ana Mª Morell Gómez                 | 2.417   | 20,25%   | 5 (+1)   |
| | Partit Popular                           |                                     | Salvador Llopis Ibiza               | 1.699   | 14,23%   | 3 (-3)   |
| | Ciutadans - Partit de la Ciutadania      |                                     | Pepe Salazar Cuadrado               | 930     | 7,79%    | 1 (+1)   |
| | Altres candidatures                      |                                     |                                     | 874     | 7,33%    | 0 ( -2)  |
| | Vots en blanc                            |                                     |                                     | 75      | 0,63%    |          |
| Total vots vàlids i regidors | Total vots vàlids i regidors             | Total vots vàlids i regidors        | Total vots vàlids i regidors        | 11.936  | 100 %    | 21       |
| | Vots nuls                                | Vots nuls                           | Vots nuls                           | 82      | 0,68%    |          |
| Participació (vots vàlids més nuls) | Participació (vots vàlids més nuls)      | Participació (vots vàlids més nuls) | Participació (vots vàlids més nuls) | 12.018  | 68,88%** |          |
| Abstenció | Abstenció                                | Abstenció                           | Abstenció                           | 5.429*  | 31,12%** |          |
| Total cens electoral | Total cens electoral                     | Total cens electoral                | Total cens electoral                | 17.447* | 100 %**  |          |
| Alcalde: David González Martínez (Compromís) (15/06/2019) Per majoria absoluta dels vots dels regidors (11 vots: 6 de Compromís i 5 de PSPV)               |                                          |                                     |                                     |         |          |          |
| Fonts: Ministeri de l'Interior. Junta Electoral de Zona de Gandia Periòdic Ara. (* No són vots sinó electors. ** Percentatge respecte del cens electoral.) |                                          |                                     |                                     |         |          |          |

### Alcaldes
Des del 17 de setembre de 2019 l'alcadessa d'Oliva és Yolanda Balaguer, de Compromís.
| Període                       | Alcalde o alcaldessa                                                    | Partit polític         | Data de possessió                | Observacions                     |
| ----------------------------- | ----------------------------------------------------------------------- | ---------------------- | -------------------------------- | -------------------------------- |
| 1979–1983                     | Vicente Llopis Sifres                                                   | PSPV-PSOE              | 19/04/1979                       | --                               |
| 1983–1987                     | Felipe Oltra Escrivá                                                    | PSPV-PSOE              | 28/05/1983                       | --                               |
| 1987–1991                     | José Llorens Llorca                                                     | AP                     | 30/06/1987                       | --                               |
| 1991–1995                     | Vicent M. Monzonís i Torres                                             | PSPV-PSOE              | 15/06/1991                       | --                               |
| 1995–1999                     | Enrique José Orquin Morell                                              | PP                     | 17/06/1995                       | --                               |
| 1999–2003                     | Enrique José Orquin Morell                                              | PP                     | 03/07/1999                       | --                               |
| 2003–2007                     | Salvador Fuster Mestre                                                  | PSPV-PSOE              | 14/06/2003                       | --                               |
| 2007–2011                     | Salvador Fuster Mestre                                                  | PSPV-PSOE              | 16/06/2007                       | --                               |
| 2011–2015                     | Consuelo Escrivá Herraiz David González Martínez Salvador Fuster Mestre | PP Compromís PSPV-PSOE | 11/06/2011 13/07/2012 04/01/2014 | Moció de censura Pacte de Govern |
| 2015–2019                     | David González Martínez                                                 | Compromís              | 13/06/2015                       | --                               |
| 2019-2023                     | David González Martínez Yolanda Balaguer                                | Compromís              | 15/06/2019 17/09/2021            | Renúncia -                       |
| Des de 2023                   | Yolanda Pastor Bolo                                                     | Projecte Oliva         | 19/06/2023                       | --                               |
| Fonts: Generalitat Valenciana |                                                                         |                        |                                  |                                  |

## Demografia
L'any 1510 es van censar 710 famílies a Oliva (uns 2.840 habitants), pràcticament les mateixes que a Gandia, la meitat de les quals eren musulmanes. El 1609 tenia 385 cases de cristians vells i 350 de moriscos o cristians nous, que foren expulsats al nord d'Àfrica a través del port de Dénia. El 1646 només tenia 452 cases, que van augmentar a 656 al 1713 i gairebé es van duplicar en el transcurs del segle xviii, fins a sumar una mica més de 5.000 habitants l'any 1786. Des d'aleshores el creixement demogràfic ha sigut constant, encara que menor que a Gandia. El 1887 Oliva tenia 8.779 habitants; el 1950 havia crescut a 13.343 i el 1981 fregava ja els 20.000. El 2003 el padró registrava un total de 22.768 habitants, dels que 20.687 corresponien a la capital municipal, 1.650 a la platja i la resta a cases disseminades pel terme. Oliva tenia 27.374 habitants en 2007 i 28.419 habitants el 2009 (INE), dels quals un 18,32 % està constituït per ciutadans de nacionalitat estrangera.
| Evolució demogràfica (des de 1857) | Evolució demogràfica (des de 1857)    | Evolució demogràfica (des de 1857) |
| ---------------------------------- | ------------------------------------- | ---------------------------------- |
|                                    |                                       |                                    |
|                                    |                                       |                                    |
|                                    | Font: Institut Nacional d'Estadística |                                    |

## Economia
Oliva ha estat tradicionalment una població eminentment agrícola. Els àrabs van introduir el cultiu de la canya de sucre que, juntament amb la seda, fou la base econòmica del municipi durant tota l'Edat Mitjana i de part de l'Edat Moderna. L'expulsió dels moriscos de 1609 no va impedir la continuïtat del cultiu de la canyamel fins a mitjans del segle xviii, com testimonia Gregori Maians, si bé Cavanilles, el 1794, ja no l'esmenta. A partir de llavors va ser la morera la que marcaria el paisatge agrari fins a mitjans del segle xix, quan va ser substituïda pel taronger i l'arròs. El taronger en l'actualitat constituïx un monocultiu, mentre que l'arròs va ser abandonat en la dècada de 1960 i les antigues marjals han tornat al seu estat natural o estan sent transformades en camps de golf. La superfície conreada ocupa unes 3,460 ha, de les quals 3.430 són de regadiu. El secà ha sigut substituït per urbanitzacions o simplement abandonat per ser poc rendible. L'aigua per al reg procedix en part del riu Serpis, que proveïx d'aigua les séquies medievals del Rebollet i Comuna d'Oliva.
La indústria olivera es dedica bàsicament al procés i comercialització de la producció agrícola. En 2001 només ocupava el 10,7 % de la població activa locals, menys que l'agricultura (11,8 %) i que la construcció (18,8 %). Oliva va destacar en el passat per una certa especialització industrial en la branca de la ceràmica, encara que actualment només funcionen algunes d'aquelles velles terriseries. Al sector terciari corresponia el 2001 el 58,7 % de la població activa, on destaquen el comerç i el turisme com a activitats més representatives.

## Patrimoni

### Patrimoni religiós

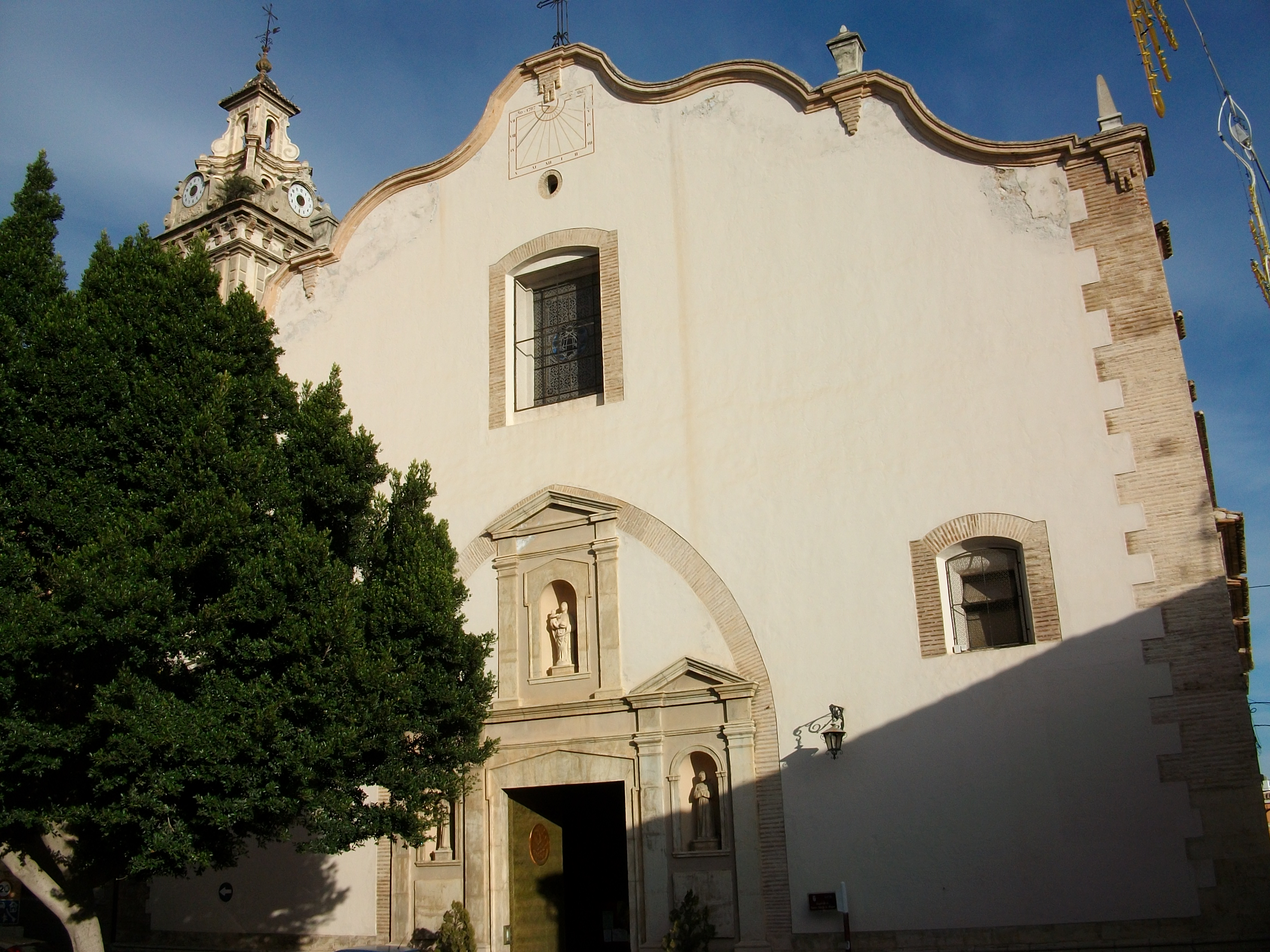
Església de Santa Maria.

- Església de Santa Maria la Major. Es tracta d'un temple de grans proporcions amb tres naus d'estil neoclàssic, construït al llarg de tot el segle xviii (inaugurada oficialment el 1787) en substitució del temple anterior. És església des de l'any 1244, i d'aquella època es conserva una capella gòtica restaurada i l'arc apuntat gòtic-mudèjar d'una porta.[1] Està construïda sobre un gran desnivell, cosa que va facilitar l'obertura d'una espaiosa cripta que ocupa gran part de l'àrea del temple.[12] (segles XVII-XVIII)
- Església de Sant Roc i el Raval morisc. L'església data del segle xix i està edificada sobre un temple anterior, una antiga mesquita convertida en església l'any 1526 i ampliada entre 1582 i 1591.[1] Les petxines de l'església estan pintades al fresc per Antoni Cortina Farinós.
- Església de la Mare de Déu del Rebollet. Es troba dins del conjunt del convent i escola de les Germanes Carmelites, data del segle xvii i s'hi venera la imatge traslladada des del castell del Rebollet, datada del segle xiii i que constituïx una de les representacions marianes més antigues del territori valencià.[1]
- Església de Sant Francesc d'Assís. Situada al costat de la carretera general N-332, data del segle xx i s'hi venera la imatge de Sant Francesc d'Assís patró d'Oliva, sent-ne el dia gran el 4 d'octubre.[1]

- Ermita dels Sants Antonis. Data del segle xviii.[1]
- Ermita-Portal de Sant Vicent. Es construí l'any 1726 sobre un antic portal de la muralla.[1]
- Creu de terme del segle xvi.[13]

### Patrimoni militar i civil
- Castell de Santa Anna (segle XVI).
- Plaça de l'Ajuntament i voltants amb edificis interessants.
- Xemeneies industrials de Rajolars (segle XX).
- Gasolinera del Rebollet, d'estil organicista de l'any 1962.
- Palau Comtal d'Oliva
- Castell del Castellar
- Torre d'Oliva

## Museus
- Museu Arqueològic d'Oliva. Ocupa l'antiga casa dels Pasqual, palau amb elements que van del segle xv fins al XVIII rehabilitat entre els anys 1997 i 1999. Els seus fons recullen, essencialment, la història d'Oliva i la seua comarca des de la Prehistòria fins a l'Edat Mitjana. Destaquen la col·lecció de fòssils, els materials paleolítics i neolítics, la col·lecció de ceràmica islàmica, així com les peces ceràmiques de reflex metàl·lic del segle xv, les escudelles blaves i les rajoles del segle xvii. Cal ressenyar igualment que el museu exposa una sala monogràfica dedicada al Palau Comtal d'Oliva.[14]
- Casa dels Maians, on visqué Gregori Maians i subseu del Museu Valencià de la Il·lustració i la Modernitat.
- Museu Etnològic d'Oliva, ocupa les cases de Tamarit.
- Forn romà d'Oliva, espai musealitzat d'un forn ceràmic del segle I d. C.
- Palau Comtal d'Oliva, del que resta la torre del carrer Comare.

## Festes i tradicions
- Festes Patronals. Celebra les seves festes oficials el 3 de maig al Santíssim Crist de la Fe i el 8 de setembre a la Mare de Déu del Rebollet, patrons ambdós de la ciutat.[1]
- Falles.
- Moros i cristians. Se celebren al juliol.[1]

## Esports
En homenatge a l'erudit Gregori Maians, el Club de Pilota Valenciana d'Oliva organitza cada any el prestigiós Trofeu Gregori Maians de raspall. L'equip de futbol, Unió Esportiva Oliva va ser fundat en 1945.

## Personatges destacats
- Clara Andrés, cantautora en valencià.
- Manel Arcos, periodista, escriptor i historiador.
- Francisco Brines (1932-2021), poeta, Premi de les Lletres Valencianes el 1967, Premi Nacional de les Lletres Espanyoles el 1999 i acadèmic de la Reial Acadèmia de la Llengua Espanyola des de 2006. Premi Cervantes 2021.
- Lluís Casanova Giner (1909-1999), president del València CF.
- Josepa (Pepa) Chesa i Vila, política valencianista i professora d'institut. Regidora de l'Ajuntament d'Oliva (1987-2004). Dirigent de la Unitat del Poble Valencià (1984-1988). Presidenta del Partit Valencià Nacionalista (1989-2000). Presidenta de la Mancomunitat de Municipis de La Safor (1999-2003). Vicepresidenta del Bloc Nacionalista Valencià (2000-2003). Secretària d'organització del Bloc Nacionalista Valencià (2003-2008).
- Gabriel Siscar i Siscar (1760-1829), matemàtic, almirall de marina i polític.[15]
- Josep Climent Barber (1927), compositor i musicòleg. Prefecte de Música Sacra de la Catedral de València des de 1981.
- David Fuster Torrijos, jugador de fútbol. Campió de 6 superlligues gregues i 4 Copes de Grècia amb l'Olympiakos FC, actualment al Getafe Club de Fútbol.
- Àgueda Llorca Peiró, actriu.[16]
- Gregori Maians i Siscar (1699-1781, erudit il·lustrat.
- Enric Malonda, pilotari de raspall.
- Josep Malonda Sanchis, músic i dolçainer, director Coral Santa Cecília d'Oliva.[17]
- Manolo Mestre (1935-2008), jugador del València CF entre 1955 i 1969.
- Maria Vicenta Mestre Escrivà, catedràtica de Psicologia Bàsica i Rectora de la Universitat de València.
- Esteban Morcillo Sánchez, catedràtic de Farmacologia i Rector de la Universitat de València.
- Enric Morera i Català, polític valencianista. Secretari general del BLOC Nacionalista Valencià, síndic de Compromís i diputat a les Corts Valencianes en les legislatures VII (2007-2011), VIII (2011-2015), IX (2015-2019), X (2019-...), institució que ha presidit durant les legislatures IX i X.
- Jose Antonio Morera Torres, pilotari de raspall.
- Joan Navarro, poeta.
- Vicente Parra (1931-1997), actor de teatre i cinema.[18]
- Carlos Parra Mestre, pilotari de raspall.
- Josep Lluís Roig, poeta.
- Enric Sòria, assagista i poeta.[19]
- Waldo Vila Gilabert, pilotari de raspall.